# Oblast Midden-Wolga
De oblast Midden-Wolga (Russisch: Средне-Волжская область, Sredne-Wolzskaja oblast) was een oblast van de Russische Socialistische Federatieve Sovjetrepubliek. De oblast bestond van 1928 tot 1929. De oblast ontstond op 14 mei 1928 uit het gouvernement Samara, het gouvernement Orenburg, het gouvernement Simbirsk, het gouvernement Penza en het gouvernement Saratov. De oblast ging op 20 oktober 1929 op in de kraj Midden-Wolga. De hoofdstad was Samara.